# Football Club Mantois
O Football Club Mantois é um clube de futebol com sede em Mantes, França. A equipe compete no Championnat de France Amateur.

## História
O clube foi fundado em 1944.